# Łysa Góra (rejon ostrowiecki)
Łysa Góra (biał. Лысая Гара, Łysaja Hara; ros. Лысая Гора, Łysaja Gora) – wieś na Białorusi, w obwodzie grodzieńskim, w rejonie ostrowieckim, na terenie Rezerwatu Krajobrazowego Jeziora Soroczańskie.

## Historia
W dwudziestoleciu międzywojennym zaścianek leżący w Polsce, w województwie wileńskim, w powiecie święciańskim, w gminie Aleksandrowo/Żukojnie.
Po II wojnie światowej w granicach Związku Sowieckiego. Od 1991 w niepodległej Białorusi.